# Stará Lesná
Stará Lesná é um município da Eslováquia, situado no distrito de Kežmarok, na região de Prešov. Tem 9,48 km² de área e sua população em 2018 foi estimada em 1.019 habitantes.

## Demografia
| Ano:        | 1994 | 2004    | 2014   | 2024   |
| ----------- | ---- | ------- | ------ | ------ |
| Broj ljudi: | 761  | 938     | 1006   | 985    |
| Razlika:    |      | +23,25% | +7,24% | -2,08% |

| Ano:               | 2023 | 2024   |
| ------------------ | ---- | ------ |
| Número de pessoas: | 986  | 985    |
| Diferença:         |      | -0,10% |